# Al-Qanṭarah Sharq
Al-Qanṭarah Sharq es un distrito de la gobernación de Ismailia, Egipto. En julio de 2017 tenía una población estimada de 56 536 habitantes.
Se encuentra ubicado en la zona norte del delta del Nilo, junto a la costa del mar Mediterráneo.